# Comté de Harrison (Iowa)
Pour les articles homonymes, voir Comté de Harrison et Harrison.
Le comté de Harrison est un comté de l'État de l'Iowa, aux États-Unis.